# Франц Радакович
Франц Радакович (нім. Franz Radakovics, 1 жовтня 1907 — 12 листопада 1984) — австрійський футболіст, що грав на позиції півзахисника. Відомий виступами, зокрема, у складі клубів «Слован» і «Флорідсдорфер».

## Клубна кар'єра
Виступав у команді другого дивізіону «Ніколсон» (Відень). У 1927 році приєднався до вищолігового клубу «Слован» (Відень). У 1929 році команда посіла 11 місце у чемпіонаті і вилетіла у нижчий дивізіон. Другий дивізіон «Слован» одразу виграв і повернувся до еліти. Втім, після повернення команда не надто вдало, і одразу ж у 1931 році посіла останнє десяте місце. Від вильоту команду врятувало розширення ліги з 10 команд до 12. Але уже у наступному сезоні «Слован» все ж вилетів, посівши 12 місце.
Сезон 1932/33 Радакович розпочав у чехословацькій команді «Наход», але вже взимку повернувся до Австрії в клуб «Флорідсдорфер». У 1934 і 1935 роках посідав з командою сьоме місце у чемпіонаті. У кубку Австрії у складі «Флорідсдорфера» був півфіналістом у 1933 році, поступившись «Аустрії» (1:4) і у 1934 році, коли на шляху до фіналу стала «Адміра» (0:1). Грав у півзахисті разом з Йоганном Мюллером і Карлом Цервенкою.
У 1934 році клуб виграв кваліфікаційний турнір до кубка Мітропи, обігравши клуби «Вінер АК» (1:0) і «Відень» (0:0, 2:1). У самому турнірі для провідних клубів Центральної Європи «Флорідсдорфер» зустрівся з сильним угорським «Ференцварошем». Уже у першому матчі в Будапешті фаворит упевнено здобув перемогу з рахунком 8:0. У матчі-відповіді австрійці певний час вели в рахунку, але все ж також поступилися з рахунком 1:2.
В 1935 році перейшов у друголігову команду «Аустро Фіат» (Відень), що ставила за ціль вихід до вищого дивізіону. В клубі крім Радаковича також грали інші колишні збірники Антон Янда і Йоганн Кліма. Команда виграла свою групу, але у матчі плей-офф за право підвищення у класі поступлась клубові «Пошт СВ» (0:1, 1:2). Наступного сезону «Аустро Фіат» також не зумів виконати завдання виходу у вищу лігу, посівши друге місце у групі «південь». У кубку Австрії забив по голу у двох матчах з командою «Корес» (Відень) (3:3, 2:1) у 1/16 фіналу.
У 1937 році приєднався до складу чемпіона Австрії клубу «Адміра» (Відень). Був учасником чвертьфінальної гри кубка Мітропи. Перша гра з італійською командою «Дженоа» принесла нічию 2:2, але сам матч вийшов дуже грубим з обох сторін. На шляху з Відня до Генуї між гравцями виникла бійка, одному з італійців зламали щелепу. Начальник поліції Генуї заявив, що не може гарантувати безпеку учасників цього матчу і матч було відмінено. Комітет кубка у підсумку вирішив зняти зі змагань обидві команди. У чемпіонаті зіграв у складі «Адміри» 7 матчів.
Після цього повернувся у команду «Аустро Фіат», що нарешті зуміла піднятися вищий дивізіон. У сезоні 1938/39 клуб посів 7 місце у чемпіонаті, а наступного року став останнім восьмим. У зв'язку з цим у 1941 році «Аустро Фіат» об'єднався з «Флорідсдорфером». У складі новоствореного клубу Радакович виступав до 1946 року. У маловідомих клубах грав до початку 1950-х років.

## Виступи за збірну
У складі національної збірної Австрії свій єдиний матч зіграв у 1933 році у поєдинку зі збірною Угорщини (2:2).
Також виступав у складі збірної Відня. Дебютував ще у 1927 році у грі зі збірною Стамбула (2:0). Наступного року брав участь у виїзній перемозі збірної Відня на збірною Будапешта з рахунком 8:2. В 1931 році зіграв у виїзному поєдинку зі збірною Братислави (4:2).
| Дата       | Місто  | Господарі | Результат | Гості    | Турнір           | Голи | Примітки |
| ---------- | ------ | --------- | --------- | -------- | ---------------- | ---- | -------- |
| 01/10/1933 | Відень | Австрія   | 2 – 2     | Угорщина | товариський матч | -    |          |
| Усього     |        | Матчів    | 1         |          | Голів            | 0    |          |

### Статистика виступів за збірну Відня
| № | Дата       | Місце проведення | Команда 1                   | Рахунок | Команда 2        | Голи |
| - | ---------- | ---------------- | --------------------------- | ------- | ---------------- | ---- |
| 1 | 29.07.1927 | Стамбул          | Стамбул (Туреччина)         | 0:2     | Відень (Австрія) |      |
| 2 | 07.10.1928 | Будапешт         | Будапешт (Угорщина)         | 2:8     | Відень (Австрія) |      |
| 3 | 13.09.1931 | Братислава       | Братислава (Чехословаччина) | 2:4     | Відень (Австрія) |      |